# Lobo (Batangas)
Lobo is een gemeente in de Filipijnse provincie Batangas op het eiland Bij de laatste census in 2010 telde de gemeente ruim 37 duizend inwoners.

## Geografie

### Bestuurlijke indeling
Lobo is onderverdeeld in de volgende 26 barangays:
| - Apar - Balatbat - Balibago - Banalo - Biga - Bignay - Calo - Calumpit - Fabrica - Jaybanga - Lagadlarin - Mabilog Na Bundok - Malabrigo | - Malalim Na Sanog - Malapad Na Parang - Masaguitsit - Nagtalongtong - Nagtoctoc - Olo-olo - Pinaghawanan - Poblacion - San Miguel - San Nicolas - Sawang - Soloc - Tayuman |

## Demografie
Lobo had bij de census van 2010 een inwoneraantal van 37.070 mensen. Dit waren 728 mensen (1,9%) minder dan bij de vorige census van 2007. Ten opzichte van de census van 2000 was het aantal inwoners gegroeid met 3.161 mensen (9,3%). De gemiddelde jaarlijkse groei in die periode kwam daarmee uit op 0,90%, hetgeen lager was dan het landelijk jaarlijks gemiddelde over deze periode (1,90%).

De bevolkingsdichtheid van Lobo was ten tijde van de laatste census, met 37.070 inwoners op 175,09 km², 211,7 mensen per km².
Agoncillo · Alitagtag · Balayan · Balete · Batangas City · Bauan · Calaca · Calatagan · Cuenca · Ibaan · Laurel · Lemery · Lian · Lipa · Lobo · Mabini · Malvar · Mataasnakahoy · Nasugbu · Padre Garcia · Rosario · San Jose · San Juan · San Luis · San Nicolas · San Pascual · Santa Teresita · Santo Tomas · Taal · Talisay · Tanauan · Taysan · Tingloy · Tuy